# Luchthaven Domodedovo
Luchthaven Domodedovo (Russisch: Международный Аэропорт Москва-Домодедово; Mezjdoenarodny Aeroport Moskva-Domodedovo) (IATA: DME, ICAO: UUDD) is de grootste van de drie luchthavens die de Russische hoofdstad Moskou telt (voor Luchthaven Sjeremetjevo en Luchthaven Vnoekovo). In 2021 gebruikten 25,1 miljoen passagiers deze luchthaven. Het vliegveld ligt 35 km ten zuiden van het centrum van Moskou.

## Geschiedenis
In 1954 werden de eerste plannen voor de luchthaven Domodevodo gemaakt. De regering van de Sovjet-Unie wilde een tweede luchthaven naast de bestaande Luchthaven Vnoekovo. De bouw nam echter zo lang in beslag dat Sjeremetjevo in 1960 al was geopend en het dus de derde luchthaven rond Moskou werd. Domodedovo werd in maart 1964 geopend met de eerste vlucht naar Jekaterinenburg (toen nog Sverdlovsk). Vanwege de Olympische Zomerspelen van 1980 kreeg de uitbreiding en modernisering van Sjeremetjevo prioriteit. In 1992 kreeg Domodedovo pas de mogelijkheid internationale vluchten aan te bieden.
Het uiteenvallen van de Sovjet-Unie leidde tot een dramatische daling van het luchtverkeer. In 1990 telde het land nog 90,8 miljoen luchtreizigers, maar in 1999 was dit gedaald tot iets meer dan 20 miljoen. Naast de opsplitsing, waren de daling van de economische activiteit en het wegvallen van subsidies belangrijke oorzaken van deze daling. In 2010 lag het aantal passagiers op bijna 70 miljoen, waarvan 60% op internationale bestemmingen. In 1990 was het verkeer bijna uitsluitend nationaal.
Op het dieptepunt van de markt werd de luchthaven overgenomen en kwam in 1998 in particuliere handen. Dmitri Kamensjtsjik is de grootste aandeelhouder. De andere twee zijn nog in overheidshanden; de stad Moskou is eigenaar van Vnoekovo en de Russische regering van Sjeremetjevo.
In 1998 was Domodedovo de kleinste van de drie luchthavens in de directe nabijheid Moskou. Het verwerkte in dat jaar 3,8 miljoen passagiers, maar in 2005 was dit gestegen tot 14 miljoen waarmee de luchthaven de grootste van Moskou was geworden. In 2010 maakten 22,3 miljoen passagiers gebruik van de luchthaven. Vnoekove was met 9,5 miljoen passagiers de kleinste van de drie.
Jarenlang bestond het vliegveld uit 1 terminal, al werd deze in 2006 in een nationaal en internationaal deel opgedeeld. Met een capaciteit van 20 miljoen passagiers benut de luchthaven de volledige capaciteit. Er zijn concrete plannen om een tweede terminal te openen. In de eerste fase kunnen er in 2012 7 miljoen extra reizigers per jaar van deze luchthaven gebruikmaken en na uitvoering van de derde fase zelfs 20 miljoen in 2015. Een derde startbaan met een lengte van 3.800 meter is 2015 in gebruik genomen. Met deze investeringen kan de luchthaven op termijn groeien naar 50 miljoen passagiers op jaarbasis.
Sinds maart 2009 kan Domodedovo de grote Airbus A380 ontvangen, na aanpassingen aan onder andere gates.
De luchthaven heeft ongeveer 80 luchtvaartmaatschappijen als klant. De belangrijkste Russische klanten zijn S7 Airlines en Transaero Airlines; beiden vervoerden in 2010 iets meer dan 5 miljoen passagiers via deze luchthaven. Lufthansa is met 1 miljoen passagiers de grootste buitenlandse maatschappij met diensten op Domodedovo.
In 2011 zijn plannen bekendgemaakt om een beursnotering voor de luchthaven aan te vragen.

## Vervoer
Domodedovo is vanuit het centrum van Moskou goed bereikbaar met de trein Aeroespress, die twee keer per uur naar het Station Moskva Paveletskaja rijdt. Bovendien rijden er busjes naar het dichtstbijzijnde metrostation. Ook met de auto is het goed bereikbaar via de snelweg M4.

## Bomaanslag
Op 24 januari 2011 was er een bomaanslag op de luchthaven. Er vielen ten minste 35 doden en meer dan 170 gewonden.